# Wereldkampioenschappen zeilen 2011
De wereldkampioenschappen zeilen 2011 was de derde editie van dit door de International Sailing Federation (ISAF) georganiseerde zeilevenement. Het evenement vond van 3 tot en met 18 december 2011 plaats in Fremantle, nabij Perth, voor de Australische westkust.
In totaal werd er gevaren in tien verschillende olympische zeilklassen, zes voor mannen en vier voor vrouwen. In de klassen werden tien tot twaalf races gevaren, inclusief de afsluitende medaillerace. Alle klassen werden als fleetrace gevaren, met uitzondering van de Elliott 6m-klasse voor vrouwen.
De wereldkampioenschappen waren tegelijkertijd de belangrijkste kwalificatiewedstrijd voor de Olympische Zomerspelen 2012 in Londen. Van alle quotaplaatsen werd 75 procent tijdens deze wedstrijden vergeven.

## Medailles

### Mannen
| Onderdeel | Goud | Goud                          | Zilver | Zilver                        | Brons | Brons                                |
| --------- | ---- | ----------------------------- | ------ | ----------------------------- | ----- | ------------------------------------ |
| RS:X      | NED  | Dorian van Rijsselberghe      | POL    | Piotr Myszka                  | ISR   | Nimrod Masnich                       |
| Laser     | AUS  | Tom Slingsby                  | GBR    | Nick Thompson                 | NZL   | Andrew Murdoch                       |
| Finn      | GBR  | Giles Scott                   | NED    | Pieter-Jan Postma             | GBR   | Edward Wright                        |
| 470       | AUS  | Mathew Belcher Malcolm Page   | GBR    | Luke Patience Stuart Bithell  | CRO   | Šime Fantela Igor Marenić            |
| 49er      | AUS  | Nathan Outteridge Iain Jensen | NZL    | Peter Burling Blair Tuke      | DEN   | Emil Toft Nielsen Simon Toft Nielsen |
| Star      | BRA  | Robert Scheidt Bruno Prada    | GER    | Robert Stanjek Frithjof Kleen | USA   | Mark Mendelblatt Mark Fatih          |

### Vrouwen
| Onderdeel    | Goud | Goud                                              | Zilver | Zilver                                   | Brons | Brons                                   |
| ------------ | ---- | ------------------------------------------------- | ------ | ---------------------------------------- | ----- | --------------------------------------- |
| RS:X         | ISR  | Lee Korzits                                       | POL    | Zofia Noceti-Klepacka                    | ESP   | Marina Alabau                           |
| Laser Radial | NED  | Marit Bouwmeester                                 | BEL    | Evi Van Acker                            | USA   | Paige Railey                            |
| 470          | ESP  | Tara Pacheco Berta Betanzos                       | GBR    | Hannah Mills Saskia Clark                | NZL   | Jo Aleh Polly Powrie                    |
| Elliott 6m   | USA  | Anna Tunnicliffe Deborah Capozzi Molly Vandermoer | GBR    | Lucy MacGregor Annie Lush Katy MacGregor | FRA   | Claire Leroy Elodie Bertrand Marie Riou |

### Medaillespiegel
| Plaats | Land                | Goud | Zilver | Brons | Totaal |
| 1      | Australië           | 3    | 0      | 0     | 3      |
| 2      | Nederland           | 2    | 1      | 0     | 3      |
| 3      | Verenigd Koninkrijk | 1    | 4      | 1     | 6      |
| 4      | Verenigde Staten    | 1    | 0      | 2     | 3      |
| 5      | Israël              | 1    | 0      | 1     | 2      |
| 5      | Spanje              | 1    | 0      | 1     | 2      |
| 7      | Brazilië            | 1    | 0      | 0     | 1      |
| 8      | Polen               | 0    | 2      | 0     | 2      |
| 9      | Nieuw-Zeeland       | 0    | 1      | 2     | 3      |
| 10     | België              | 0    | 1      | 0     | 1      |
| 10     | Duitsland           | 0    | 1      | 0     | 1      |
| 12     | Denemarken          | 0    | 0      | 1     | 1      |
| 12     | Frankrijk           | 0    | 0      | 1     | 1      |
| 12     | Kroatië             | 0    | 0      | 1     | 1      |
| Totaal | Totaal              | 10   | 10     | 10    | 30     |